# Birgit Blum
Birgit „Biggi“ Blum (* 7. Januar 1968) ist eine ehemalige liechtensteinische Judoka.

## Sportliche Karriere
Blum startete normalerweise im Halbmittelgewicht, der Gewichtsklasse bis 61 Kilogramm. In dieser Gewichtsklasse war sie bereits 1983 Zweite der Schweizer Meisterschaften. Von 1990 bis 1992 belegte sie jeweils den dritten Platz. 1984 nahm sie erstmals an Judo-Weltmeisterschaften teil und gewann ihren ersten Kampf gegen Donna Guy aus Neuseeland, schied aber dann im Achtelfinale aus. 1985 belegte sie beim internationalen Turnier in Leonding den dritten Platz. 
Bei der olympischen Premiere des Frauenjudo 1992 in Barcelona gewann Blum ihren ersten Kampf gegen Lynn Roethke aus den Vereinigten Staaten. Im Achtelfinale unterlag sie Miroslava Jánošíková aus der Tschechoslowakei. Bei den Europameisterschaften 1994 gewann Blum ihre ersten zwei Kämpfe, verlor aber dann zweimal und belegte den neunten Platz. 1996 erreichte sie beim Weltcup in Leonding das Finale und unterlag dort der Südkoreanerin Jung Sung-sook. Bei den Olympischen Spielen 1996 in Atlanta bildete sie zusammen mit der Leichtathletin Manuela Marxer das liechtensteinische Olympiateam. Blum trug die Flagge bei der Eröffnungsfeier. Im olympischen Turnier unterlag sie gleich in ihrem ersten Kampf der Israelin Yael Arad.
Bei Schweizer Meisterschaften startete Blum auch im Mittelgewicht, der Gewichtsklasse bis 66 Kilogramm. In dieser Gewichtsklasse war sie 1994, 1995 und 1996 Schweizer Meisterin. Birgit Blum war von 1985 bis 1988 und noch einmal 1996 Liechtensteins Sportlerin des Jahres.